# El Kere
El Kere (auch Elkere, Elekere, Kere, Elkare, El Karre oder El Carre) ist eine Ortschaft in der Afder-Zone der Somali-Region von Äthiopien. Es ist Hauptort der Woreda Elekere.
El Kere liegt zwischen den Flüssen Shabelle und Webi Gestro (Weyb) auf rund 1000 m Höhe, am Ende der Sedimentplatten des Bale-Gebirges. Der Ort ist von sesshaften Oromo bewohnt und entstand in der Nähe von Wasserstellen (auf Somali Ceel genannt), welche von den Somali-Viehzüchtern genutzt werden, die in der von Sträuchern bewachsenen Umgebung ihre Tiere weiden lassen.
Im Ogadenkrieg wurde El Kere, wie weite Teile des südlichen Ogaden, Ende Juli/Anfang August 1977 praktisch widerstandslos von somalischen Truppen eingenommen. Das somalische Bataillon, das gegen El Kere geschickt worden war, konnte ungehindert weiter nach Fiq marschieren. Am 17. März 1978 wurde El Kere von der zwölften Division der äthiopischen Armee zurückerobert, womit der Süden Ogadens wieder unter äthiopischer Kontrolle war.
1984 wurde El Kere Hauptort der Awrajja (Distrikt) El Kere innerhalb der Provinz Bale. Mit der Neuordnung der Verwaltungsgliederung Äthiopiens 1991 wurde der von Somali bewohnte Ostteil von Bale, der in etwa der Awrajja El Kere entspricht, zur Afder-Zone der Somali-Region, und El Kere wurde Hauptort der gleichnamigen Woreda in dieser Zone. Der Ort liegt an der Straße von Imi nach Dolo und verfügt über einen Markt und Einrichtungen der lokalen Verwaltung. Eine Garnison der äthiopischen Armee ist in dem strategisch günstig gelegenen Ort stationiert.
Nach Angaben der Zentralen Statistikagentur Äthiopiens für 2005 hatte El Kere 1527 Einwohner. 1997 waren laut Volkszählung von 1023 Einwohnern 75 Oromo und 15 Somali, ein Einwohner war Amhare, 932 gehörten anderen ethnischen Gruppen an.